# Ismaily SC
Ismaily SC, grundad 20 mars 1921, är en fotbollsklubb i Ismailia i Egypten. Klubben spelar säsongen 2022/2023 i Egyptens högstadivision, Premier League.
Ismaily har vunnit tre nationella titlar genom historien, senast 2002. Dessutom har klubben nått finalen i afrikanska Champions League vid två tillfällen och vunnit turneringen en gång. 1969 ställdes man mot TP Englebert från Zaire i turneringens föregångare, African Cup of Champions Clubs. Englebert, som vunnit turneringen de senaste två säsongerna, inledde på hemmaplan, men Ismaily fick med sig ett oavgjort resultat till returen i Ismailia. Där vann Ismaily och fastställde det totala resultatet till 5–3, vilket innebar den första titeln i turneringen för en egyptisk klubb. 2003 stod nigerianska Enyimba för motståndet, men trots att Ismaily vann returmötet hemma blev Enyimba mästare efter totalt 2–1.

## Meriter i urval

### Nationella
- Egyptiska Premier League (3): 1966/1967, 1990/1991, 2001/2002
- Egyptiska cupen (2): 1996/1997, 1999/2000

### Internationella
- African Cup of Champions Clubs (1): 1969

## Placering senaste säsonger
| Säsong  | Nivå | Liga           | Placering | Referens | Notering |
| ------- | ---- | -------------- | --------- | -------- | -------- |
| 2014/15 | 1    | Premier League | 6         | [ 4 ]    |          |
| 2015/16 | 1    | Premier League | 6         | [ 5 ]    |          |
| 2016/17 | 1    | Premier League | 6         | [ 6 ]    |          |
| 2017/18 | 1    | Premier League | 2         | [ 7 ]    |          |
| 2018/19 | 1    | Premier League | 7         | [ 8 ]    |          |
| 2019/20 | 1    | Premier League | 11        | [ 9 ]    |          |
| 2020/21 | 1    | Premier League | 11        | [ 10 ]   |          |
| 2021/22 | 1    | Premier League | 11        | [ 11 ]   |          |
| 2022/23 | 1    | Premier League | 11        | [ 12 ]   |          |
| 2023/24 | 1    | Premier League | 14        | [ 13 ]   |          |
| 2024/25 | 1    | Premier League |           | [ 14 ]   |          |